# Rosey Effiong
Rosey Effiong (Dallas, 8 de maio de 2001) é uma velocista  norte-americana, campeã mundial no revezamento 4x400 m misto em Budapeste 2023, que estabeleceu um novo recorde mundial para a prova, 3:08.80.